# Aarne Jämsä
Aarne Tapio Jämsä, född 9 augusti 1956 i Jockis, är en finländsk skulptör. Han är bror till fotografen Martti Jämsä.
Jämsä studerade vid Finlands konstakademis skola 1977–1981. Han ställde ut första gången 1978 och fick sitt genombrott på 1980-talet, bland annat med lekfulla, erotiska mansfigurer i plast (1984). Har i sina originella, inte sällan humoristiska popkonstliknande skulpturer och föremålsgrupper kombinerat olika material såsom granit och plast samt helfigurer i aluminium. Offentliga skulpturer av Jämsä finns bland annat i Toivola skola i Helsingfors (1995) och Teaterhögskolan (2000).
Jämsä erhöll det första bildkonstpriset vid bildkonstveckorna i Mänttä 1993. Han har sedan 1981 undervisat i konst vid Orivesiinstitutet. Han är representerad vid Finlands Nationalgalleri.